# Jinhu
Der Kreis Jinhu (chinesisch 金湖县, Pinyin Jīnhú Xiàn) ist ein Kreis der bezirksfreien Stadt Huai’an in der chinesischen Provinz Jiangsu. Er hat eine Fläche von 1.327 Quadratkilometern und zählt 321.251 Einwohner (Stand: Zensus 2010). Sein Hauptort ist die Großgemeinde Licheng (黎城镇).

## Administrative Gliederung
Auf Gemeindeebene setzt sich der Kreis aus elf Großgemeinden zusammen. 